# STS-121
STS-121 (englisch Space Transportation System) ist die Missionsbezeichnung für den am 4. Juli 2006 gestarteten Flug des US-amerikanischen Space Shuttles Discovery (OV-103). Es war die 115. Space-Shuttle-Mission, der 32. Flug der Raumfähre Discovery und der 18. Flug eines Shuttles zur Internationalen Raumstation (ISS).

## Mannschaft

### Shuttle-Besatzung
- Steven Lindsey (4. Raumflug), Kommandant
- Mark Kelly (2. Raumflug), Pilot
- Michael Fossum (1. Raumflug), Missionsspezialist
- Piers Sellers (2. Raumflug), Missionsspezialist
- Lisa Nowak (1. Raumflug), Missionsspezialistin
- Stephanie Wilson (1. Raumflug), Missionsspezialistin

### ISS-Crew Hinflug
ISS-Expedition 13/ISS-Expedition 14
- Thomas Reiter (2. Raumflug), Bordingenieur  ESA/ Deutschland

### Ersatz
- Léopold Eyharts (2. Raumflug), Bordingenieur  ESA/ Frankreich für Thomas Reiter

## Bodenpersonal
- Flugleiter: Steve Stich während Start und Landung; Tony Ceccacci, Paul Dye und Norm Knight während der Zeit im Orbit; (ISS-Flugleiter: Rick LaBrode, Annette Hasbrook und Matt Abbott)
- Startleiter: Michael D. Leinbach
- Verbindungssprecher (CapComs): Steve Frick während Start und Landung; Rick Mastracchio, Lee Archambault und Steve Swanson während der Zeit im Orbit; (ISS-CapComs: Julie Payette, Megan McArthur und Thadd Bowers)

## Missionsüberblick
Nach dem Columbia-Unglück im Februar 2003 war dies nach STS-114 der zweite Testflug zur Wiederaufnahme der Shuttle-Flüge, die die NASA unter das Motto „Return to Flight“ gestellt hatte. Zunächst sollte bewiesen werden, dass die Verbesserungen funktionieren, die nach STS-107 und STS-114 durchgeführt wurden. Deshalb wurde besonders darauf geachtet, dass keine Stücke der Schaumstoffisolierung des Außentanks abplatzten. Während des Starts lösten sich tatsächlich nur wenige Teile, die keine Gefahr darstellten.
Wie beim letzten Shuttle-Flug, der ein Jahr früher stattfand, wurde in der Umlaufbahn viel Zeit darauf verwendet, den Hitzeschild der Raumfähre auf Beschädigungen zu untersuchen. Diese Inspektionen wurden mit dem 15 Meter langen Abtastarm (OBSS) vorgenommen. Verbunden mit dem Roboterarm (RMS) des Orbiters, kann so die Oberfläche – insbesondere die Unterseite der Fähre – genau untersucht werden. Daneben wurde getestet, wie belastbar die mechanischen Arme sind, wenn man sie miteinander verbunden hat. Dazu wurde während eines Außenbordeinsatzes (EVA) am Ende des OBSS eine Plattform montiert, die zwei Astronauten trug. Wenn das System aus RMS und OBSS stabil genug sein sollte, würde es künftig möglich sein, einen Astronauten damit in die Nähe von beschädigten Kacheln zu bringen, um sie reparieren zu können. Die Reparatur der empfindlichen Hitzeschutzfliesen war auch Ziel einer weiteren EVA, bei der eine neuentwickelte Spachtelmasse unter Weltraumbedingungen getestet wurde.
Mit dem Flug wurde die Besatzung der ISS um ein Besatzungsmitglied aufgestockt. Damit arbeiteten erstmals seit der Expedition 6 wieder drei Raumfahrer auf der Station. Der deutsche Astronaut Thomas Reiter verblieb noch das kommende halbe Jahr nach der Mission auf der ISS. Daneben gehörte der Transport von Gütern zu den Aufgaben von STS-121. Ein Großteil der über 4 Tonnen Fracht wurden mit dem Logistikmodul Leonardo (2,4 Tonnen) zur Station gebracht.
Die NASA bezeichnete den Flug als vollen Erfolg, weil alle Aufgaben erfüllt wurden.

## Vorbereitungen

### Ursprüngliche Planungen
Bei STS-121 handelt es sich um einen eingeschobenen Flug, der von der NASA im Jahr 2003 ins Programm genommen wurde. Es hatte sich herausgestellt, dass die von STS-114 nach der durch den Columbia-Absturz verursachten Zwangspause zu bewältigenden Aufgaben zu umfangreich für eine Mission sein würden. Für die NASA sind deshalb STS-114 und STS-121 miteinander verbunden. Sie sieht beide Missionen als Testflüge an, die die Wiederaufnahme der Shuttle-Flüge unter der Bezeichnung „Return to Flight“ dokumentieren.
Die ersten Planungen sahen einen Start im November 2004 vor, als die NASA-Leitung im Herbst 2003 davon ausging, STS-114 im September 2004 durchführen zu können. Mit der Verschiebung von STS-114 sollte sich auch der Beginn von STS-121 verzögern. Als die Discovery schließlich Ende Juli 2005 zur ISS aufbrach, sollte die Raumfähre Atlantis zwei Monate später folgen. Während des Starts von STS-114 lösten sich jedoch wieder Teile der Schaumstoffisolierung des Außentanks. Deshalb setzte die US-Raumfahrtbehörde, noch bevor die Discovery zur Erde zurückgekehrt war, alle weiteren Flüge aus. Zunächst sollte endlich geklärt werden, warum immer wieder Teile der Isolierung abplatzten, und dafür eine Lösung gefunden werden.

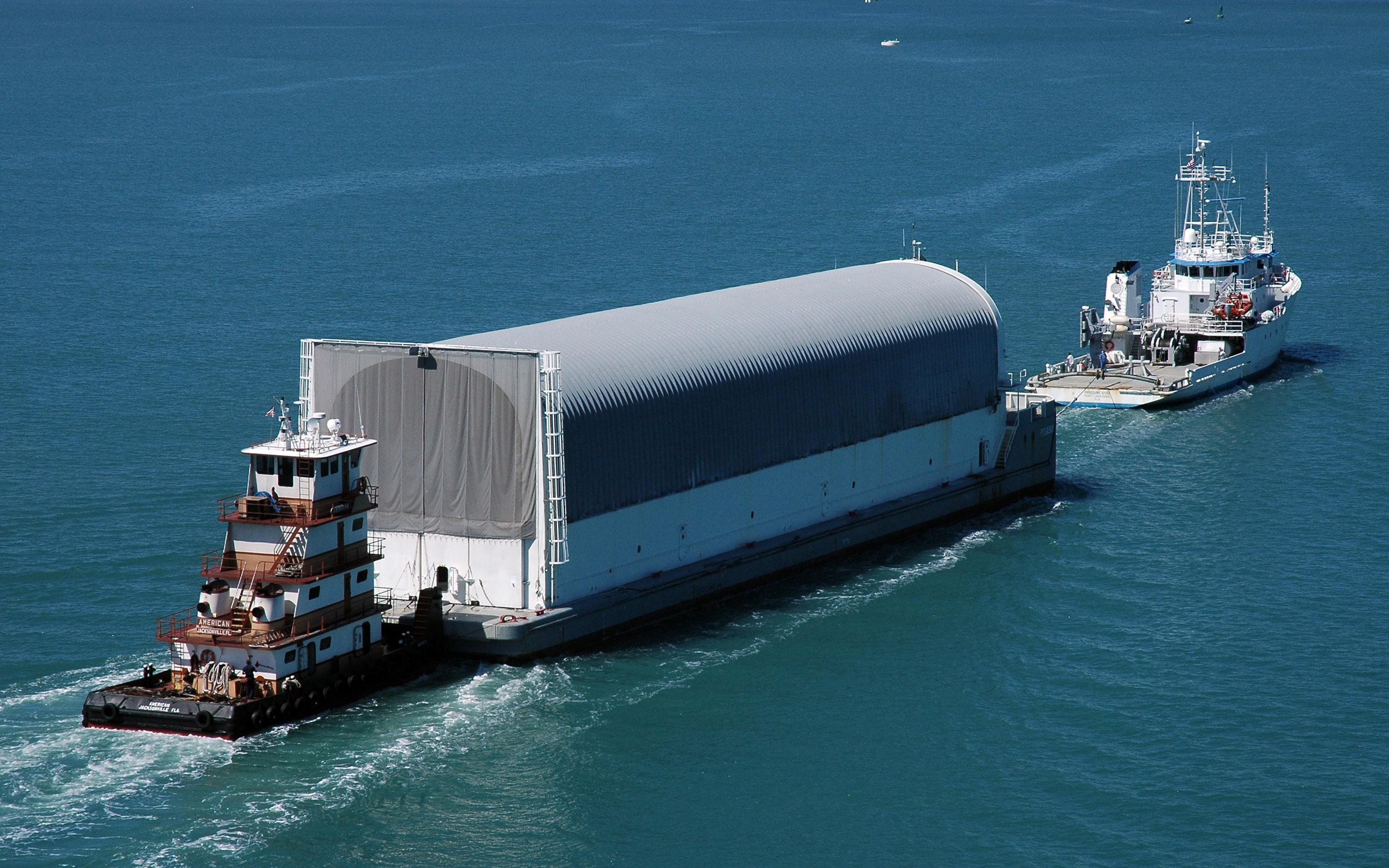
Der Außentank wird nach Cape Canaveral transportiert

Mit einem Start sei frühestens im November 2005 zu rechnen, erklärte William Gerstenmaier, der damalige Leiter des ISS-Programms und mit der Untersuchung der sich lösenden Isolierung Beauftragte, kurz nach der Landung von STS-114. Nur eine Woche darauf musste Gerstenmaier einräumen, dass man viel mehr Zeit benötige – mindestens ein halbes Jahr. Alle drei bereits ausgelieferten Außentanks würden zur Überarbeitung an den Hersteller, die Michoud Assembly Facility (MAF) in Louisiana, zurückgeschickt werden, erklärte er. Außerdem hätte man sich für einen Tausch des Orbiters entschieden. Wie bei STS-114 werde die Discovery mit der Durchführung von STS-121 beauftragt, um die Atlantis für die Mission STS-115 verwenden zu können. Bei dieser Mission sollen schwere Komponenten zur ISS geflogen werden. Diese Entscheidung wurde getroffen, weil die Atlantis etwas leichter ist als die Discovery und deshalb mehr Nutzlast tragen kann.
In der Folge gab es eine ganze Reihe von Zwischenfällen und weiteren Problemen, sowohl am Orbiter als auch am Außentank, die das Programm weiter verzögerten.

### Probleme am Außentank
Da der Hurrikan Katrina Ende August 2005 die MAF, die sich östlich von New Orleans befindet, schwer beschädigt hatte, sah sich die NASA gezwungen, den Start auf Mai 2006 zu verschieben. Die MAF-Anlage stand unter Wasser, es gab keinen Strom und zeitweise wurde sie vom US-Militär als Basis für Hilfsaktionen genutzt. Außerdem hatten die Arbeiter genug eigene Probleme, denn mehr als die Hälfte war obdachlos geworden. Erst Anfang November nahm die MAF die Arbeit wieder auf.
Als mögliche Ursache für die Probleme mit der Schaumstoffisolierung wurden die so genannten PAL-Schwellen (Protuberance Air Load) erkannt. Diese Schwellen decken die außen am Tank verlaufenden Treibstoffleitungen zum Orbiter mit Schaum ab, um sie gegen Luftverwirbelungen zu schützen. Diese Isolierung ist jedoch sehr exponiert und platzt leicht ab. Im Dezember 2005 entschloss sich die NASA deshalb, zumindest bei diesem Flug auf die PAL-Schwellen zu verzichten. Ein entsprechend umgebautes Modell traf Anfang März 2006 im Kennedy Space Center (KSC) ein.

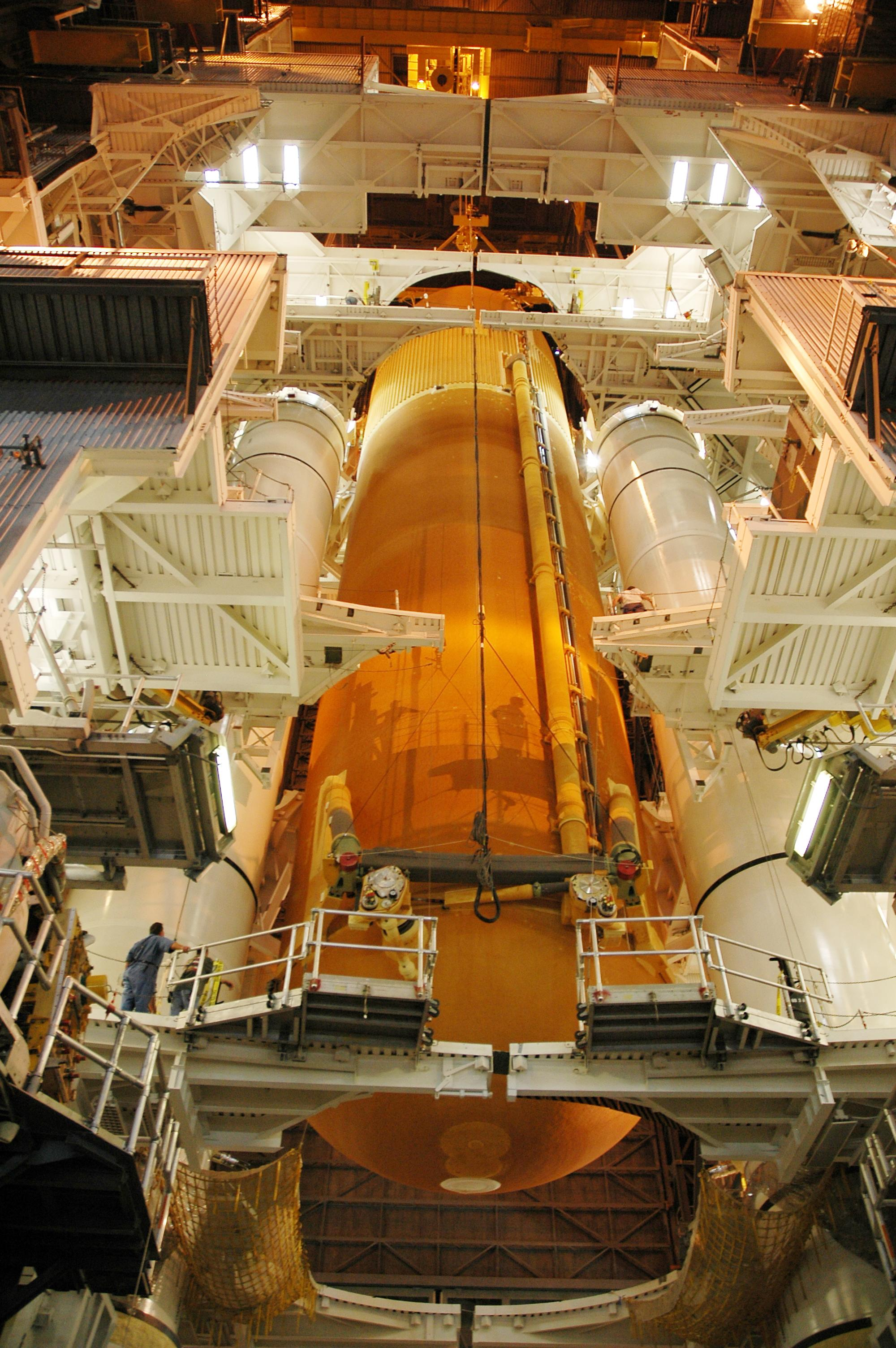
Der Außentank wird an die Feststoffraketen montiert

Ein weiteres Problem waren die Treibstoffsensoren im Außentank, die bereits Startverzögerungen von STS-114 verursacht hatten. Die so genannten Engine-Cutoff-Sensoren (ECOs), die die Füllstände messen, hatten bei Tests Unregelmäßigkeiten gezeigt. Sie sollen die Haupttriebwerke rechtzeitig abschalten, wenn der Tank vorzeitig einen zu niedrigen Füllstand aufweist. So wird verhindert, dass die Turbopumpen leerlaufen, durchdrehen und explodieren, was den Orbiter schwer beschädigen würde. Mitte März kündigte Wayne Hale, der Manager des NASA-Shuttle-Programms an, dass die Sensoren vorsorglich ausgetauscht würden. Ein Starttermin im Mai sei deshalb nicht zu halten.
Anfang April zeigten sich neue Probleme mit dem Außentank. Bei Windkanaltests mit einem originalgetreuen Modell des Tanks, die die NASA von der US-Luftwaffe in deren riesiger Anlage in der Nähe von Tullahoma (Tennessee) durchführen ließ, waren erneut Teile der Isolierung abgeplatzt. Diesmal im Bereich der so genannten Frostschwellen (sieben dieser „Ice/Frost-Ramps“, von denen jede etwa 30 Zentimeter lang ist, befinden sich am Wasserstoff- und zwei am Sauerstoffbereich). Sie sorgen dafür, dass sich beim Einfüllen des eiskalten Treibstoffes kein Eis an den Leitungen außen am Tank bildet. Die Schwellen waren neu konzipiert worden, um die Menge des aufgetragenen Isoliermaterials zu verringern.
Der Tank wurde Mitte April im VAB auf der Startplattform mit den beiden bereits fertig aufgebauten Feststoffraketen verbunden. Zuvor hatte die NASA entschieden, diese Mission nach den missglückten Windkanaltests nun doch mit den alten Frostschwellen zu fliegen. Einige der NASA- und Lockheed-Martin-Ingenieure waren jedoch dafür, mit dem Start so lange zu warten, bis man eine sicherere Konfiguration gefunden hätte. Andere, unter ihnen auch Shuttle-Manager Wayne Hale, waren jedoch dagegen, weil sie neben dem Entfernen der PAL-Schwellen keine zweite schwergewichtige Änderung machen wollten.
Am 4. Mai hatten die Verantwortlichen entschieden, keinen Betankungstest durchzuführen. Es hatte Überlegungen gegeben, wegen der Problematik mit den ECO-Sensoren, eventuell Anfang Juni den Außentank zu befüllen, um das Verhalten der Sensoren unter realen Bedingungen zu testen. Man befürchtete jedoch, dass ein mehrmaliges Befüllen zu Rissen im Isolationsmaterial führen könnte. Diese würden die Gefahr abplatzender Teile vergrößern, weil sich so Luftturbulenzen bilden könnten.
Im Juni wurde der Tank endgültig für flugtauglich erklärt.

### Probleme am Orbiter

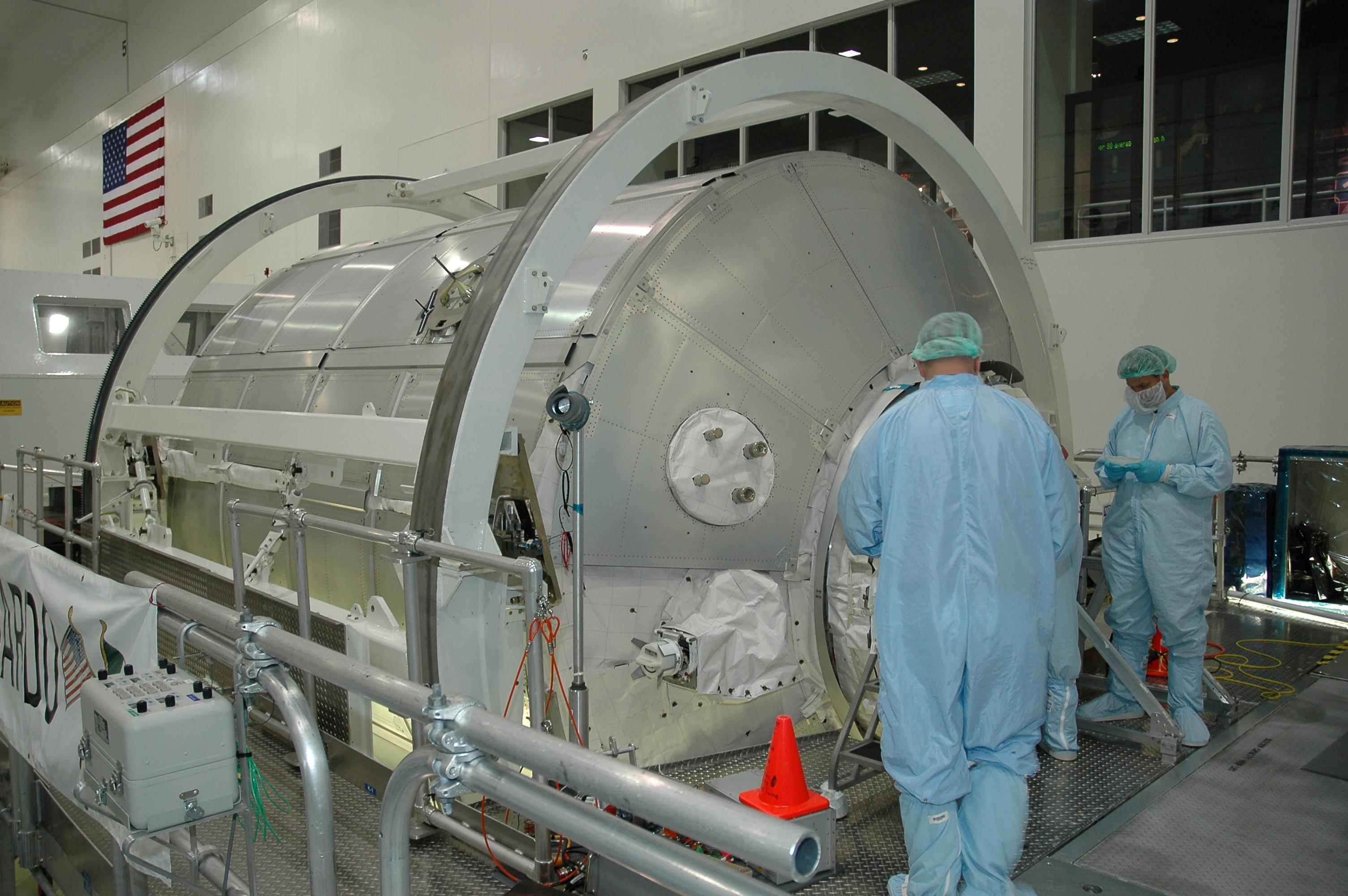
Das Leonardo-Modul wird für den Start vorbereitet

Während der Startvorbereitungen kam es Anfang März in der Wartungshalle (Orbiter Processing Facility) des Orbiters am KSC zu einem Unfall. Eine Lampe zerbrach und Glasscherben fielen in die geöffnete Nutzlastbucht. Techniker entfernten die Scherben mit teleskopartigen Hebebühnen. Dabei wurde die Isolierung des Robotarms (RMS) leicht beschädigt, an der ein drei Zentimeter langer, nicht sichtbarer Riss entstand. Zwecks Ausbesserung und weiterer Inspektion wurde der beschädigte Teil des RMS zum Hersteller nach Kanada geschickt. Ende März traf das reparierte Stück wieder am KSC ein. Nachdem der Arm wieder zusammengesetzt und seine Funktionsfähigkeit überprüft worden war, wurde er kurz vor Ostern in den Orbiter eingebaut.

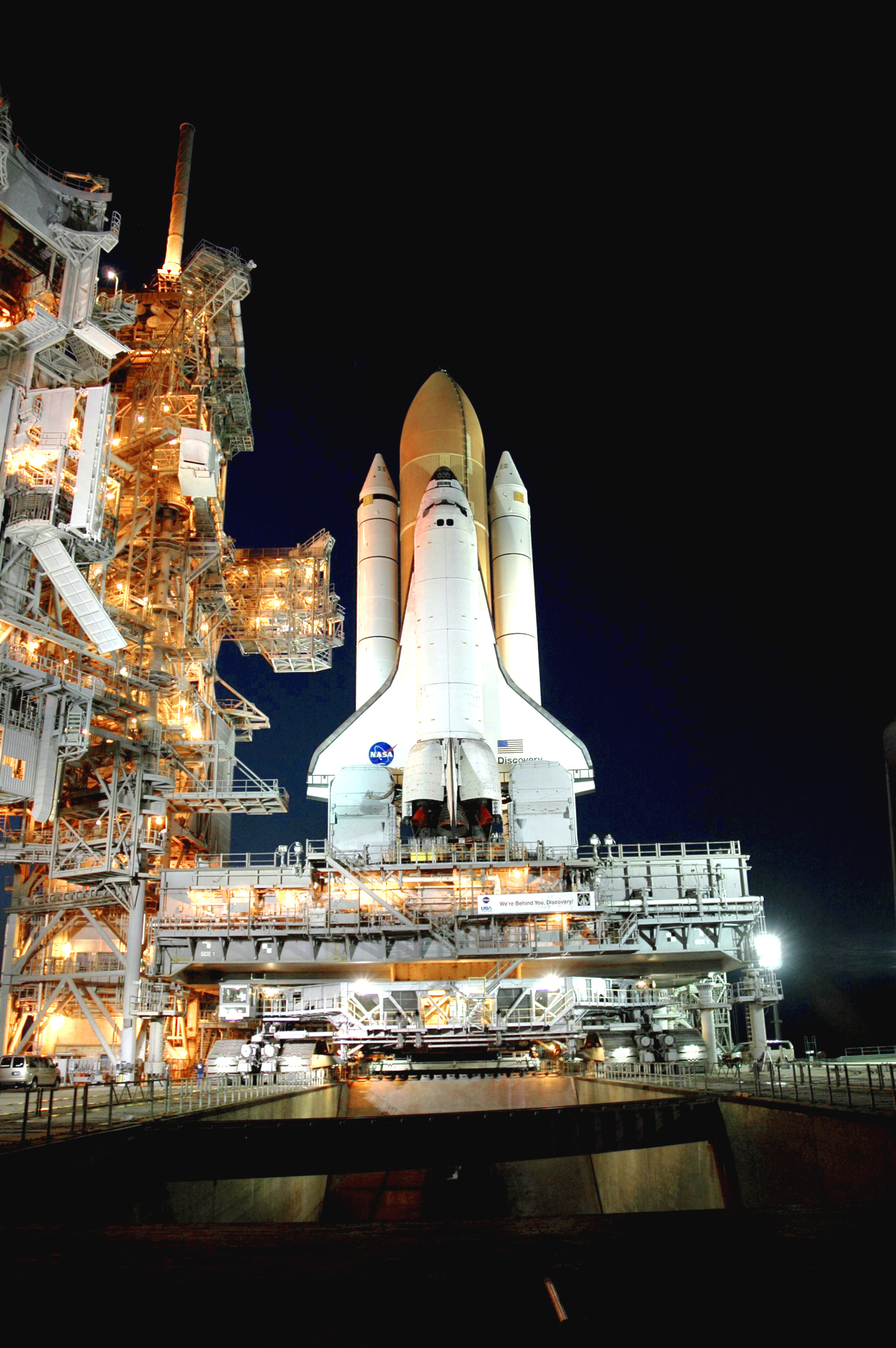
Discovery auf der Startrampe

Damit waren die Arbeiten am Orbiter abgeschlossen und er wurde am 12. Mai in das VAB überführt. Dort wurde die Discovery mit dem Außentank sowie den beiden Feststoffraketen verbunden und auf die Startplattform gesetzt. Genau eine Woche später wurde die Fähre zur Startrampe gerollt.
Am 17. Juni wurden während der traditionellen Flugbereitschaftsabnahme, dem so genannten Flight Readiness Review, sämtliche Systeme der Discovery für startbereit erklärt und das vorläufige Startdatum (1. Juli) bestätigt.

### Ersatzorbiter
Wie beim letzten Flug (STS-114) hielt die NASA einen zweiten Orbiter für den Fall bereit, dass die Discovery während des Starts beschädigt worden wäre. Die Atlantis hätte die Rettungsmission frühestens Ende August unter der Bezeichnung STS-300 durchgeführt und die STS-121-Besatzung sicher zur Erde gebracht. Bis dahin hätten die Astronauten auf der ISS ausharren müssen. Die Ressourcen der Raumstation würden für neun Personen – sechs Shuttle- und drei ISS-Raumfahrer – nach Angaben der NASA zwölf Wochen ausreichen.
Dies ist die erste Mission, bei der es möglich ist, die Raumfähre ferngesteuert landen zu lassen. Dazu hat die Discovery ein 8,5 Meter langes Kabel an Bord, das die Kontrollen des Flugdecks mit einer Steuerungsbox im Mitteldeck verbindet und der Bodenkontrolle erlaubt, das Shuttle unbemannt zu landen. Dadurch kann das Kontrollzentrum in Houston Aktionen ausführen, die sonst die Piloten durchführen – beispielsweise das Fahrwerk ausfahren oder den Bremsschirm aktivieren.

## Missionsverlauf
Die 115. Space-Shuttle-Mission (die 90. seit der Challenger-Katastrophe) begann am 4. Juli um 18:38 UTC, nachdem die ersten beiden Startversuche wegen ungünstiger Wetterverhältnisse abgebrochen werden mussten.

### 1. Startversuch, 1. Juli 2006
Der Countdown begann am 28. Juni 2006 um 21:00 UTC bei der T-43-Stunden-Marke. Einen Tag vorher traf die Besatzung, die bisher im Johnson Space Center in Houston trainiert hatte, im KSC ein. Die Meteorologen der NASA gingen zu Beginn des Countdowns von einer Wahrscheinlichkeit von 40 Prozent aus, dass der Start wie vorgesehen stattfinden könne. Es wurde befürchtet, dass Sommergewitter auftreten könnten. Diese Angst war berechtigt, denn schon am 27. Juni hatte ein Blitz in eine Verteileranlage nahe der Startrampe eingeschlagen.
Die Besatzung wurde kurz nach 9:00 UTC geweckt, frühstückte und legte ihre orangefarbenen ACES-Start- und Landeanzüge (Advanced Crew Escape Suits) an. Gegen 16:00 UTC verließen alle Astronauten das Mannschaftsquartier, fuhren zur Startrampe und stiegen in die Raumfähre ein.
Trotz Schauern am Nachmittag wurde der Countdown nicht abgebrochen. Erst um 19:41 UTC, also acht Minuten vor dem geplanten Abheben, wurde die Countdown-Uhr angehalten und der Start um 24 Stunden verschoben. Gewitterwolken hatten sich bis auf 35 Kilometer dem KSC genähert, die Sicherheitsvorschriften verlangen aber eine Mindestentfernung von 55 Kilometern. Mögliche Blitzschläge hätten so eine eventuelle Notlandung des Orbiters am Startplatz verhindert.

### 2. Startversuch, 2. Juli 2006
Der zweite Startversuch war für den 2. Juli um 19:26 UTC geplant. Bezüglich der Wetterlage sah es für den zweiten Startversuch sogar noch schlechter aus als einen Tag zuvor: Die Wahrscheinlichkeit, den Start wegen schlechten Wetters erneut verschieben zu müssen, wurde von der NASA mit 70 Prozent angegeben. Am Nachmittag zog auch tatsächlich ein Gewitter über das Startgelände.
Um 17:14 UTC, als die Mannschaft bereits eingestiegen und angeschnallt war, brach die NASA den Start erneut wegen der unsicheren Wetterlage ab. Er wurde um zwei Tage auf den 4. Juli verschoben. Die 48-stündige Verschiebung war nötig, um die Tanks für flüssigen Sauerstoff und flüssigen Wasserstoff in der Nutzlastbucht des Shuttles wieder aufzufüllen. Damit werden die Brennstoffzellen betrieben, die die Bordelektrik versorgen. Sie hatten seit dem 1. Juli um 4:00 UTC ununterbrochen gearbeitet.

### 3. Startversuch und Start, 4. Juli 2006

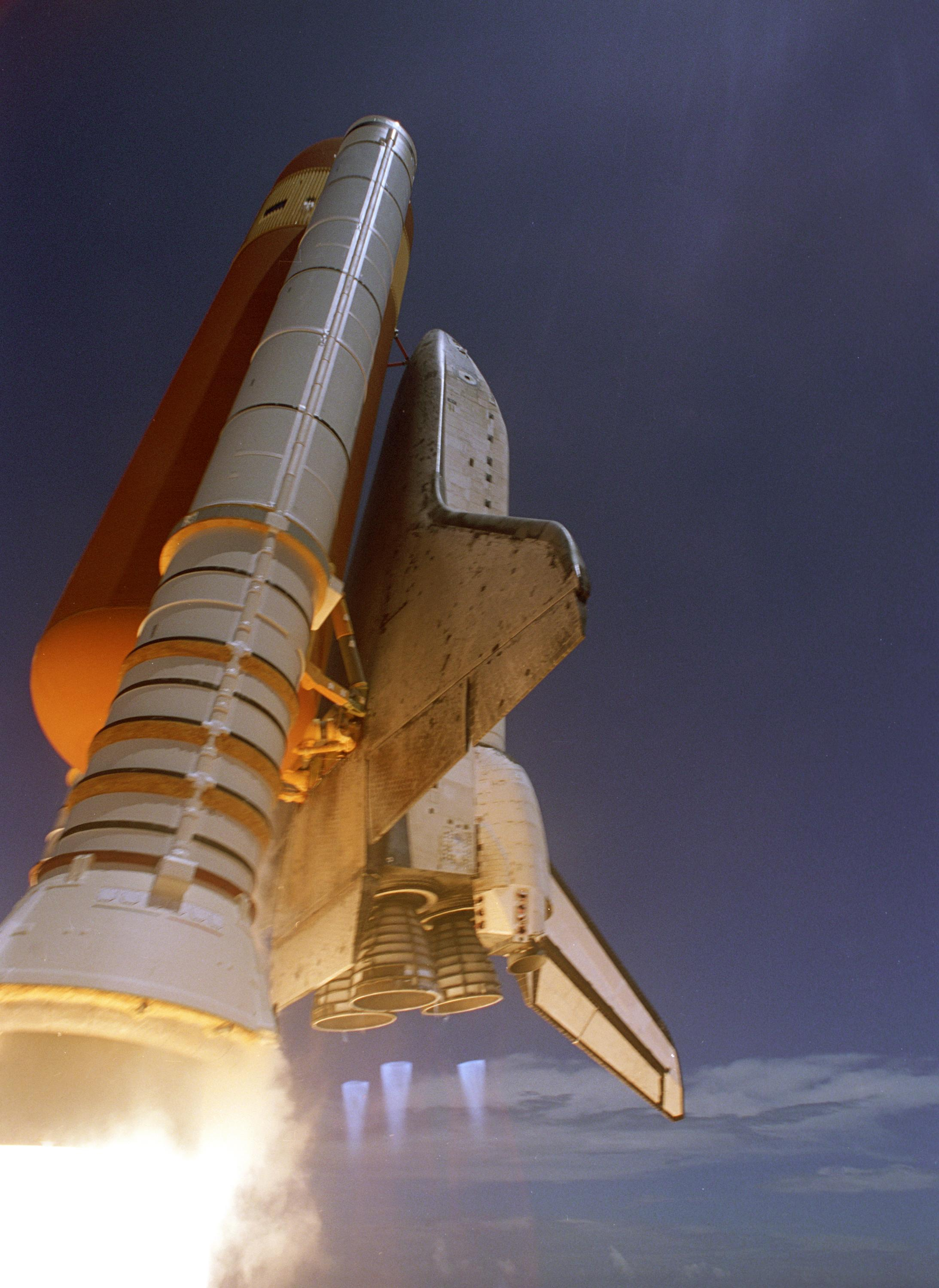
Start der Mission STS-121

Beim dritten Versuch am 4. Juli gelang der Start. Pünktlich zum festgesetzten Zeitpunkt um 18:37:55 UTC hob die Discovery von der Startrampe ab. Diesmal gab es auch von Seiten der Meteorologen keine Einwände: Es war ein sonniger Tag mit 30 Grad Celsius Lufttemperatur und leichter Bewölkung.
Am Vortag war ein 13 Zentimeter langer Riss in der Schaumstoffisolierung an einer Strebe der Sauerstoffzuleitung vom Außentank entdeckt worden. Außerdem fand man auf der Startplattform ein 8 Zentimeter großes und einen halben Zentimeter dickes Schaumstoffstück, das sich von dieser Stelle gelöst hatte. Durch sein Gewicht von 2,5 Gramm hätte dieses Stück Schaum allerdings keine Gefahr für den Orbiter dargestellt, wenn es während des Starts vom Tank abgefallen wäre und den Orbiter getroffen hätte.

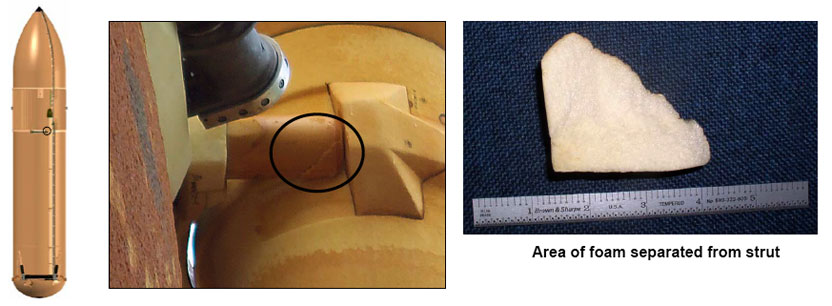
Position und Nahaufnahme des gelösten Isolationsstückes

Während des Starts fielen erneut einige kleine Teile vom Außentank ab. Nach Angaben der NASA lösten sich drei oder vier Stücke knapp drei Minuten nach dem Verlassen der Rampe sowie ein weiteres Stück zwei Minuten später. Ob es sich dabei um Eis oder Teile der Isolation gehandelt habe, könne man nicht sagen. Die Astronauten Fossum und Wilson hatten die Aufgabe, die Trennung des Tanks zu filmen. Fossum meldete, er könne etwas erkennen, das wie ein Stück Stoff aussehe und zwischen Orbiter und Tank schwebe. Es sei etwa anderthalb bis vielleicht zweieinhalb Meter groß. Er vermutete, dass es sich dabei um ein Stück des Hitzeschildes handelte. Bildauswertungen ergaben jedoch, dass es eine große Eisplatte war.
Shuttle-Programmmanager Wayne Hale erklärte auf einer ersten Pressekonferenz, dass der Tank „sehr, sehr gut“ gearbeitet hätte. Man habe nichts entdeckt, was zu Besorgnis Anlass gebe.

### 1. Missionstag, 4. Juli 2006
Eineinhalb Stunden nach dem Start der Raumfähre wurden die Ladebuchttore geöffnet und die Kommunikations- und Bordsysteme überprüft.

### 2. Missionstag, 5. Juli 2006
Ziel des ersten ganzen Tages im Orbit war das Überprüfen des Hitzeschildes der Raumfähre auf eventuelle Beschädigungen. Dabei wurden über den Tag verteilt – insgesamt sechseinhalb Stunden lang – die Hitzeschutzkacheln mit dem neuen OBSS-Inspektionsarm (Orbital Boom Sensor System) untersucht, der erstmals vor einem Jahr auf STS-114 zum Einsatz kam.
Zentimeterweise wurden mit hoch auflösenden Kameras und Laser-Sensoren die Nase des Orbiters sowie die rechte Tragfläche inspiziert, weil diese Bereiche nach dem Andocken an die Station nicht mehr mit dem Roboterarm zugänglich sind. Die Astronauten Wilson, Nowak und Fossum wechselten sich dabei immer wieder ab, da es sehr ermüdend ist, lange Zeit die gefilmten Gebiete auf dem Monitor konzentriert zu beobachten.
Eine erste Auswertung der Überprüfung des Hitzeschildes ergab, dass er beim Start lediglich kleine Schäden davontrug. Flugdirektor Tony Ceccacci erklärte, dass es noch zu früh sei, um das endgültig sagen zu können. Die abschließende Analyse würde erst in etwa zwei Tagen vorliegen. Lediglich am rechten Flügel wurde ein Füllstreifen entdeckt, der zwischen zwei Hitzeschutzkacheln hervorstand. Dieser befand sich jedoch nicht an einer kritischen Stelle und musste nicht unbedingt entfernt werden. Zudem wurden ebenfalls an der rechten Tragfläche drei weiße Flecken gefunden, bei denen es sich laut Ceccacci mit größter Wahrscheinlichkeit um Vogelkot handelte. Die Ingenieure würden die Bilder aber noch weiter untersuchen, um sicher zu sein.
Während die Missionsspezialisten sich bei der aufwändigen Inspektion am Roboterarm ablösten, brachten Kommandant Lindsey und Pilot Kelly die Raumfähre durch mehrmaliges Einschalten der Manövriertriebwerke immer näher an die ISS. Außerdem überprüfte man die Raumanzüge auf ihre Funktionstüchtigkeit.

### 3. Missionstag, 6. Juli 2006

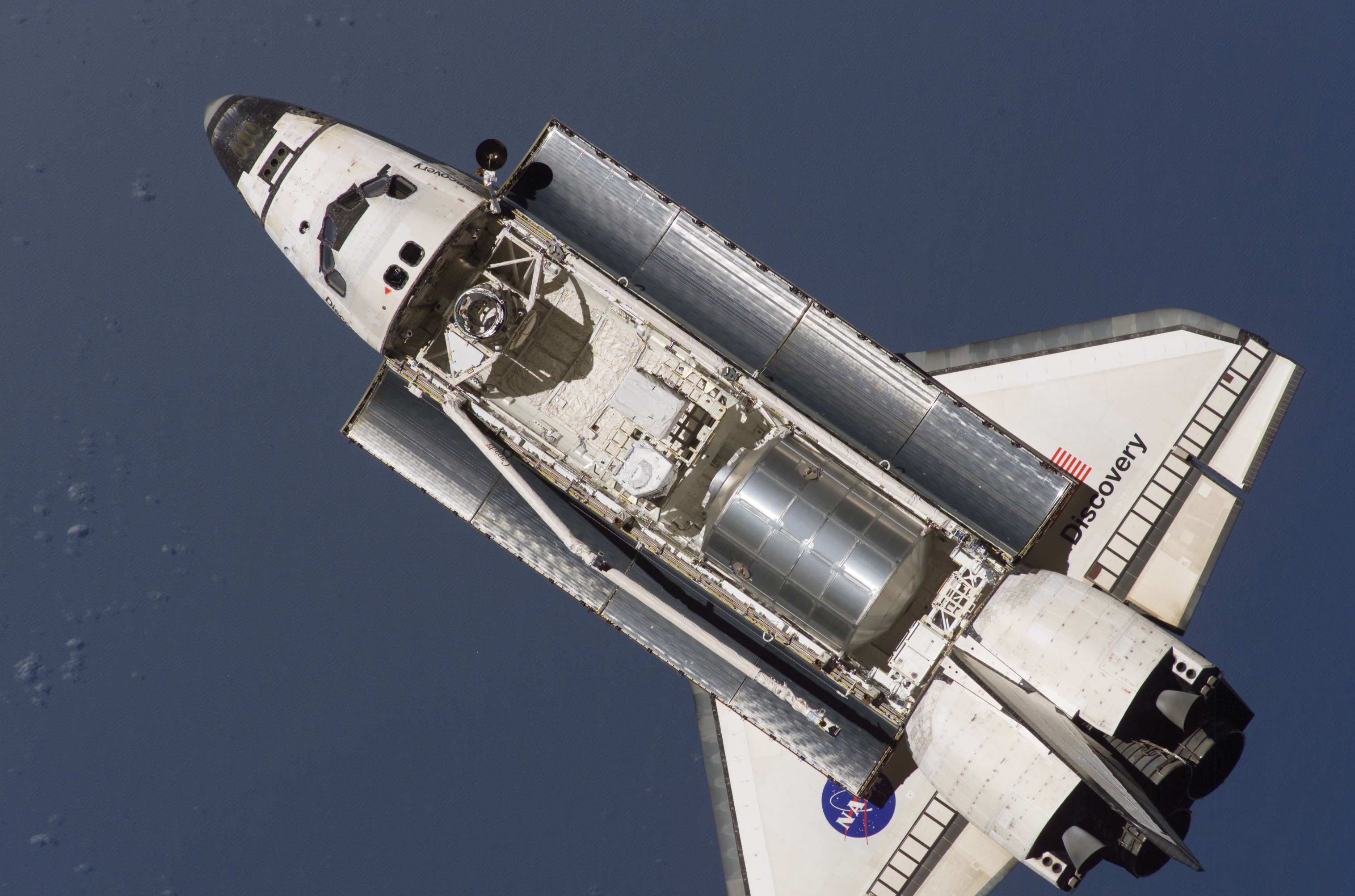
Discovery nähert sich der ISS

Der dritte Flugtag stand ganz im Zeichen der Internationalen Raumstation (ISS): Als der Orbiter die Station erreicht hatte, stoppte er in 180 Meter Entfernung. Wie bereits bei STS-114 wurde die Discovery von Kommandant Steven Lindsey genau eine Stunde vor der Kopplung langsam um 360° über die Querachse gedreht, damit die ISS-Crew hochauflösende Fotos von der Unterseite der Fähre anfertigen konnte. 350 Aufnahmen wurden innerhalb von neun Minuten gemacht und umgehend zum Kontrollzentrum nach Houston gesendet. Die Auswertung ergab, dass der Hitzeschild völlig intakt war.
Genau nach Zeitplan dockte die Discovery um 14:52 UTC an die ISS an. Nach den notwendigen Dichtigkeitstests wurden die Luken geöffnet. Die Erlaubnis dazu kam 20 Minuten früher als vorgesehen um 16:30 UTC. Die siebenköpfige Mannschaft der Discovery wurde herzlich von den beiden ISS-Hausherren begrüßt. Für Winogradow und Williams war es der erste Besuch seit sie die Station Anfang April übernahmen.
Nach einer kurzen Sicherheitseinweisung wurde der vom Shuttle mitgebrachte Schalensitz von Reiter in dem russischen Sojus-Raumschiff installiert. Damit gehörte er offiziell zur Besatzung der Raumstation.

### 4. Missionstag, 7. Juli 2006
Mit dem Roboterarm der Raumstation wurde am vierten Flugtag das in Italien gefertigte Logistikmodul Leonardo aus dem Frachtraum der Discovery gehievt und mit der ISS verbunden. Eineinhalb Stunden später als im Flugplan vorgesehen wurde Leonardo um 12:15 UTC am Modul Unity angekoppelt. Es beinhaltete über drei Tonnen Güter, Ausrüstungsteile und Experimente, die von der 13. Stammbesatzung der ISS dringend gebraucht wurden. Später begannen die Astronauten mit dem Entladen des Containers, das mehrere Tage dauerte.
Im weiteren Verlauf des Tages widmeten sich die Missionsspezialistinnen Nowak und Wilson zusammen mit Pilot Kelly einer weiteren vierstündigen Überprüfung der Hitzeschutzkacheln des Orbiters. Auf dem Programm standen ausgewählte Gebiete, die beim ersten Scan aufgefallen waren. Darunter die Flügelvorderkanten und die hervorstehenden Füllstreifen. Beim letzten Flug ein Jahr zuvor hatte sich die NASA entschieden, einen Ausstieg (EVA) anzuordnen, um die Kunststoffstreifen zu entfernen, die sich gelöst hatten.
Flugdirektor Tony Ceccacci gab bekannt, dass die Missionsleitung einen zusätzlichen Flugtag genehmigt habe. Dies bedeute, dass eine dritte EVA der beiden Astronauten Fossum und Sellers durchgeführt werde. Falls erforderlich, würden dabei die beiden Füllstreifen entfernt. Eine dritte EVA war ursprünglich geplant, wurde jedoch lange vor dem Start wieder gestrichen, weil das Arbeitspensum für die Mannschaft zu umfangreich sei.

### 5. Missionstag, 8. Juli 2006
Für den 8. Juli stand der erste von insgesamt drei Außenbordeinsätzen (EVAs) auf dem Programm. EVA-1 begann um 13:17 UTC, als der ausstiegserprobte Missionsspezialist Piers Sellers und der Neuling Mike Fossum ihre Raumanzüge auf interne Stromversorgung umschalteten. Kurz darauf verließen sie die Raumstation durch die Luftschleuse Quest.

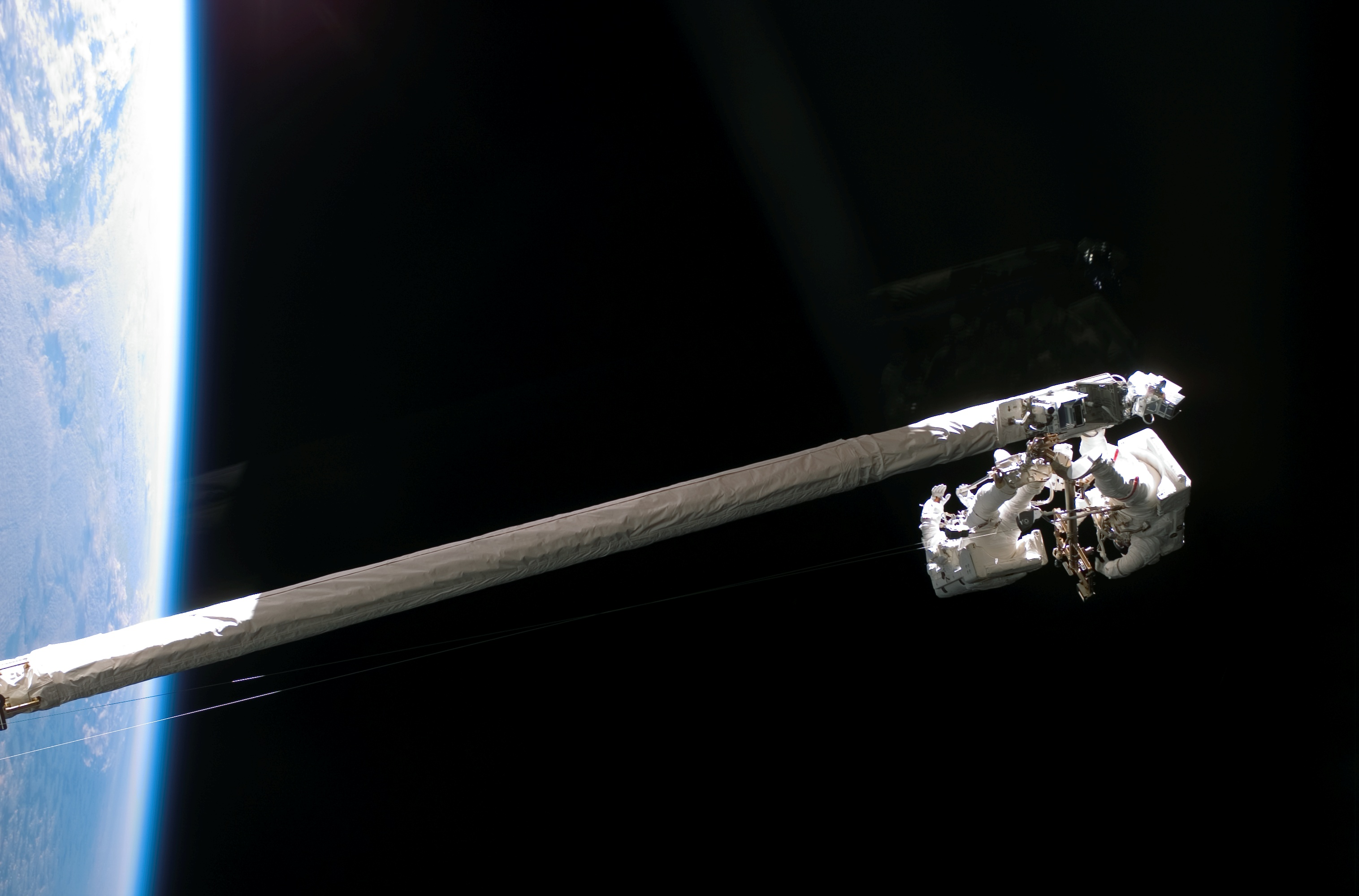
Fossum und Sellers auf dem RMS/OBSS-System während der EVA

Ein Ziel der EVA war, ein beschädigtes Kabel des Mobilen Transporters zu ersetzen. Außerdem wurde der Robotarm (RMS) des Orbiters mit dem Inspektionsarm (OBSS) verbunden – wie bereits zur Überprüfung des Kachelzustands geschehen. Die NASA wollte so erfahren, ob das 30 Meter lange RMS/OBSS-System stabil genug ist, um Astronauten tragen zu können und im Fall einer Kachelreparatur als Arbeitsplattform zu dienen. Gesteuert von Lisa Nowak und Stephanie Wilson aus dem Shuttle-Cockpit, stieg erst Sellers auf die Plattform am Ende des OBSS. Später kam Fossum dazu, der zunächst alles aus der Nutzlastbucht beobachtet hatte. Entgegen den Erwartungen der Ingenieure wurden auftretende Schwingungen sehr schnell gedämpft. Die Verbindung von RMS und OBSS schien also stabil genug für Arbeiten zu sein, was allerdings durch Analyse der gesammelten Informationen noch verifiziert werden musste. Nach 7 Stunden und 31 Minuten endete der erste Außeneinsatz um 20:48 UTC.
John Shannon, Vorsitzender der Flugleitung, gab bekannt, dass die Auswertung der Daten über den Zustand der Hitzeschutzkacheln abgeschlossen sei. Bis auf eine Stelle befände sich der Hitzeschild in bestem Zustand. Die Techniker müssten nur noch die Aufzeichnungen über einen der hervorstehenden Füllstreifen an der Unterseite der Discovery analysieren.

### 6. Missionstag, 9. Juli 2006
Hauptpunkt der Aktivitäten des sechsten Flugtages war das weitere Entladen von Leonardo. Nach Angaben der NASA waren zu Beginn dieses Arbeitstages erst 20 Prozent aller Güter aus Discovery und Leonardo in die ISS gebracht worden.
Gegen 16:00 UTC gaben alle neun Raumfahrer im Modul Destiny eine ausführliche Pressekonferenz. Angesprochen auf seinen ein Jahrzehnt zurückliegenden Flug zur Raumstation Mir und einen Vergleich zur jetzigen Mission, erwiderte Reiter, dass die ISS bereits im Augenblick mehr Platz biete, als die voll ausgebaute russische Station. Es sei alles viel großzügiger dimensioniert. Zur Zeit sei ein volles Pensum zu absolvieren, so dass wenig Zeit für Anderes bleibe. Wenn die Raumfähre abgedockt habe, würde er sofort mit seinem Fitnessprogramm beginnen, um die körperlichen Strapazen des bevorstehenden Außenbordeinsatzes Anfang August problemlos meistern zu können. Auf den Ausstieg mit seinem US-Kollegen freue er sich.
Unmittelbar bevor für die Raumfahrer der Tag zu Ende ging, wurden sie von der Bodenkontrolle mit guten Nachrichten versorgt: die NASA-Ingenieure hätten alle Daten und Aufnahmen des Hitzeschildes sorgfältig geprüft und er sei „hundertprozentig klar zum Wiedereintritt“. Die Discovery-Crew nahm die Meldung mit Erleichterung auf.

### 7. Missionstag, 10. Juli 2006
Die Besatzung der Discovery wurde um 6:08 UTC mit dem Lied Clocks der Gruppe Coldplay geweckt. Seine Familie hatte es für Piers Sellers ausgesucht, der im weiteren Verlauf des Tages seinen insgesamt fünften Außenbordeinsatz (EVA) durchführte. Die Mannschaft der Raumstation wurde eine halbe Stunde später mit dem Standardton geweckt.

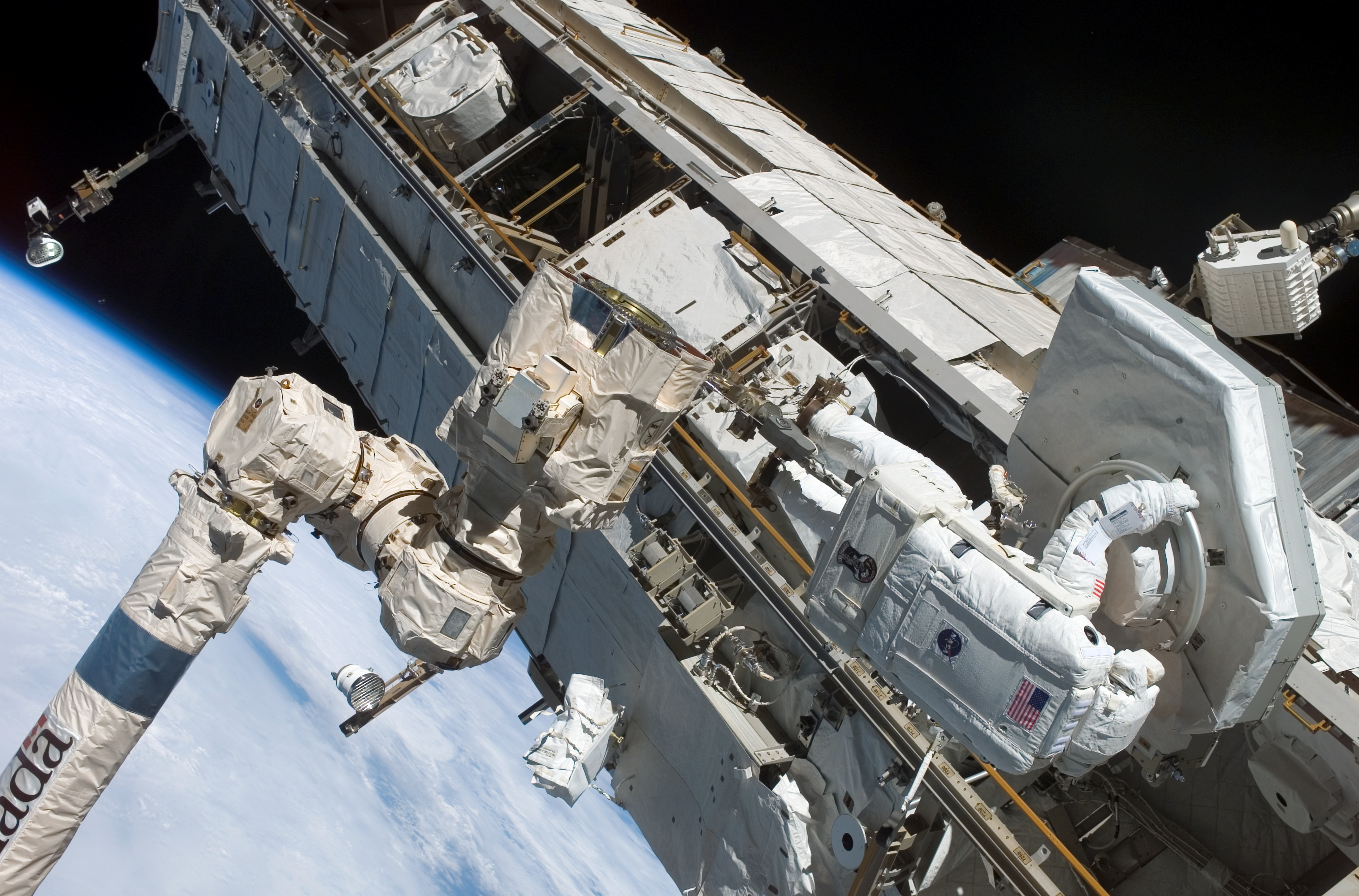
Mike Fossum am Mobile Transporter

Sellers und Mike Fossum verließen wie vorgesehen um 12:14 UTC die Quest-Schleuse und begannen die zweite EVA dieser Mission. Zunächst hoben die beiden eine Ammoniakpumpe (sie wird für das Kühlsystem der Raumstation benötigt) aus dem Frachtraum der Raumfähre und verstauten sie im „Ersatzteillager“ der ISS. Es handelt sich um ein Reservegerät, das erst gebraucht wird, wenn die ISS weiter ausgebaut ist. Diese Pumpe wurde am 16. August 2010 von Tracy Caldwell-Dyson und Douglas Wheelock genutzt, um bei einer EVA die kaputt gegangene Originalpumpe in der S1-Trägerstruktur auszutauschen.
Hauptaufgabe des Ausstiegs war jedoch das Auswechseln eines Fernseh- und Datenkabels, das für die Funktion des ISS-Transportwagens – offiziell als Mobile Transporter (MT) bezeichnet – wichtig ist. Er wird verwendet, um den Robotarm der Station an seine Einsatzorte zu bringen. Der Wagen war vor genau sieben Monaten ausgefallen, als eine Trennvorrichtung im MT eines der beiden Datenkabel durchschnitt. Fossum und Sellers konnten alle gestellten Aufgaben der EVA erfüllen, die nach 6 Stunden und 47 Minuten endete.
Während der Außenarbeiten gab es etwas Aufregung, als sich das kleine Rettungsgerät (SAFER) von Sellers’ Raumanzug löste. Er war zwar nicht in Gefahr, weil er durch eine Sicherungsleine immer noch mit dem „Raketenrucksack“ verbunden war, trotzdem kam ihm Fossum zu Hilfe, um SAFER wieder zu befestigen.
An den EVA-Aktivitäten waren alle Shuttle-Astronauten beteiligt, während die drei ISS-Männer weiterhin mit dem Ausladen des Leonardo-Moduls beschäftigt waren.

### 8. Missionstag, 11. Juli 2006
Die Flugleitung war hocherfreut über den Ausgang der zweiten Außenbordaktivität. Erste Daten zeigten, dass der tags zuvor reparierte ISS-Transportwagen (MT) wieder voll funktionstüchtig ist. Er ist unverzichtbar für den weiteren Ausbau der Raumstation. In der morgendlichen E-Mail dankte das Kontrollzentrum den „All-Arbeitern“ für ihre geleistete Arbeit.
Phil Engelauf, der oberste Flugdirektor, erklärte, dass der bisherige Flugverlauf der Discovery optimistisch stimme, die Atlantis wie geplant Ende August starten zu können.
Hauptaufgabe des achten Flugtages war das weitere Entladen des Leonardo-Moduls. Am Ende hatten die Astronauten rund 90 Prozent aller Güter umgeladen. Daneben warteten Piers Sellers und Mike Fossum ihre Raumanzüge für ihren dritten Ausstieg.
Nach dem Mittagessen erhielten die Astronauten einen „wichtigen“ Anruf aus dem Oval Office des Weißen Hauses: US-Präsident George Bush beglückwünschte gegen 14:30 UTC die ISS-Bewohner zu ihrer guten Arbeit.

### 9. Missionstag, 12. Juli 2006
Für den neunten Tag stand der dritte Ausstieg (EVA) im Mittelpunkt der Aktivitäten. Um 11:20 UTC stiegen Piers Sellers und Mike Fossum über die Luftschleuse Quest der Raumstation aus. Nachdem sie eine Fußhalterung am ISS-Roboterarm montiert hatten, machte sich Sellers daran fest und ließ sich über die Nutzlastbucht der Raumfähre hieven. Mit einer Infrarotkamera fertigte er Einzelbilder sowie einen 20-Sekunden-Film der Flügelvorderkanten an. Mit Hilfe dieser Aufnahmen wollen die NASA-Ingenieure Beschädigungen aufspüren, die oberflächlich nicht zu entdecken sind.

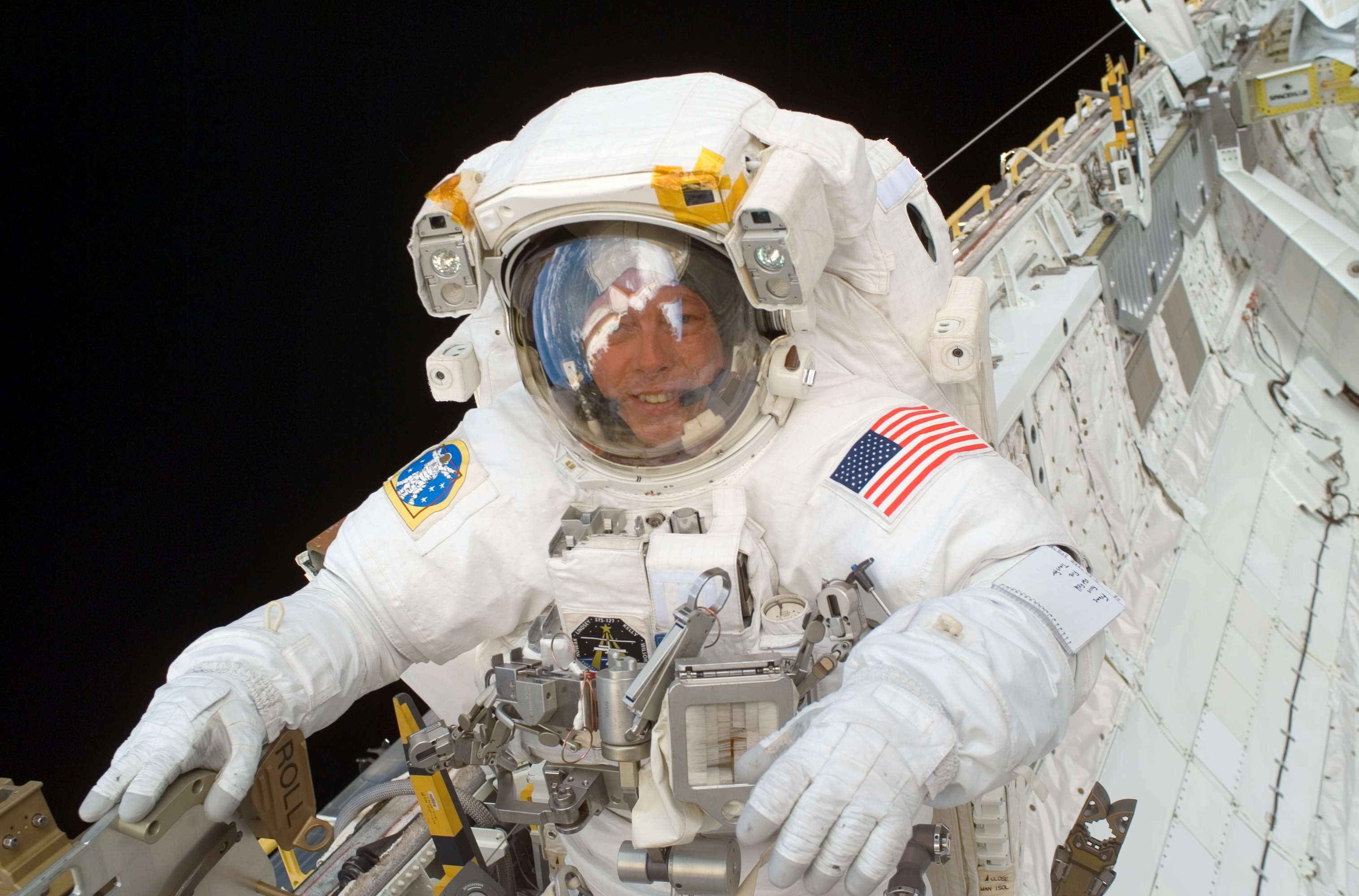
Mike Fossum in der Nutzlastbucht

Danach erprobten die beiden Astronauten Reparaturmethoden an Hitzeschutzkacheln. Dazu befand sich in der Nutzlastbucht eine Palette mit einem Dutzend präparierter Kacheln. Nach dem Absturz der Columbia im Februar 2003 tüftelte die NASA an Instandsetzungstechniken für den Hitzeschild. Noch im Entwicklungsstadium ist eine Spezialspachtelmasse, die kleine Risse und Fugen abdichten soll. Fossum und Sellers experimentierten mit dem Kleber, um festzustellen, wie gut sich dieser unter Weltraumbedingungen auftragen und verteilen lässt. Danach wurden auch von den Testkacheln Infrarotaufnahmen gemacht. Zum Vergleich fertigte man sowohl von den behandelten als auch von den unbehandelten Fliesen Fotos und einen einminütigen Film an. Die dritte und letzte EVA dieser Mission ging nach 7 Stunden und 11 Minuten zu Ende.
Während der EVA verlor Piers Sellers einen Spachtel, den er für das Auftragen des Klebers verwendet hatte. Die Bodenkontrolle konnte das wegschwebende Werkzeug mit der Kamera beobachten und kam zum Schluss, dass seine Flugbahn keine Gefahr für den Orbiter oder die Station darstelle. Es kommt nur sehr selten vor, dass während eines Außenbordeinsatzes Werkzeug verloren geht.
Die dreiköpfige Mannschaft der Raumstation belud während der EVA das Logistikmodul Leonardo. Insgesamt mussten knapp zwei Tonnen nicht benötigter Geräte, zur Auswertung bereiter Proben und Abfall zurück zur Erde gebracht werden.

### 10. Missionstag, 13. Juli 2006
Nach den sehr arbeitsreichen Tagen genehmigte die Flugleitung den Astronauten einige Stunden Freizeit, die allerdings immer wieder von offiziellen Interviews und Fernsehübertragungen unterbrochen wurde.
Den ersten dieser offiziellen Programmpunkte hatte Thomas Reiter gegen 8:15 UTC zu absolvieren. Eine Viertelstunde hatten bayerische Schüler Gelegenheit, den Deutschen zu seinen ersten Eindrücken auf der Raumstation zu befragen. Es waren Gymnasiasten einer 7. Klasse, die auf Einladung ins DLR-Kontrollzentrum nach Oberpfaffenhofen gekommen waren. Reiter erklärte, dass seine Arbeit „hoch interessant“ sei, wenn man auch zunächst noch damit beschäftigt sei, die Bordsysteme zu warten, bevor die Experimente gestartet würden. Die Schwerelosigkeit demonstrierte Reiter, indem er ein Handbuch vor der Kamera schweben ließ und einen Kopfstand vollführte.
Zwischenzeitlich hatte sich ein Problem an einem System der Raumfähre eingestellt: Zwei der drei Hilfskraftanlagen (APUs), die die Hydraulik betreiben, zeigten kleine Abweichungen. Ein Gerät wies einen geringen Druckabfall auf und die andere APU hatte einen Defekt in der Wärmeregulierung. Die Ingenieure des Kontrollzentrums machten sich auf die Suche nach der Ursache, um die Fehler beseitigen zu können.

### 11. Missionstag, 14. Juli 2006
Nachdem die letzten noch verbliebenen Frachten im Logistikmodul Leonardo verstaut wurden, verschlossen die Raumfahrer den Container. Um 13:32 UTC koppelten die Missionsspezialistinnen Stephanie Wilson und Lisa Nowak Leonardo vom ISS-Modul Unity ab und verankerten den Frachtbehälter um 15:00 UTC im Frachtraum des Orbiters.
Im weiteren Verlauf des Tages untersuchten die Astronauten Teile der Raumfähre auf Mikrometeoriteneinschläge. Dazu wurde – wie zu Beginn der Mission geschehen – der Robotarm des Shuttles mit dem Inspektionsarm (OBSS) verbunden. Die Systeme des OBSS inspizierten dann die linke Tragfläche.
Die NASA-Ingenieure suchten noch immer nach dem Grund der Probleme mit den Hydraulikaggregaten (APUs), die am Vortag aufgetreten waren. Wayne Hale, der Leiter des Space-Shuttle-Programms, erklärte, dass er davon ausgehe, dass dieser Defekt die bevorstehende Landung nicht beeinträchtige. Der Druckverlust bei einer der drei mit Hydrazin betriebenen APUs sei so gering, dass auch die Gefahr eines Brandes unwahrscheinlich sei. Man untersuche noch immer, ob überhaupt Hydrazin austritt, oder Stickstoff, der den Tank unter Druck hält. (Der Shuttle ist in der Lage, mit nur einer APU zu landen.)

### 12. Missionstag, 15. Juli 2006

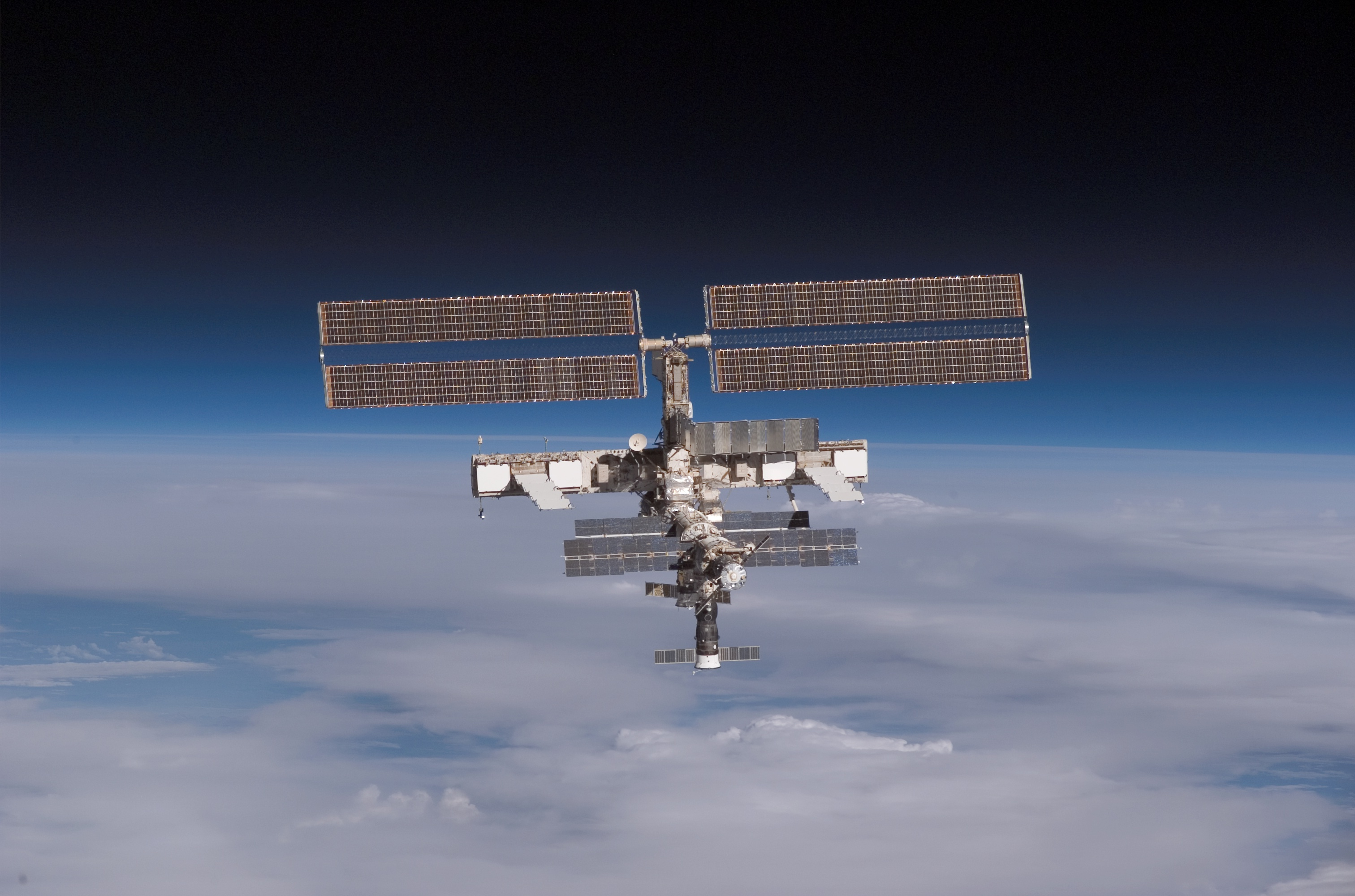
ISS nach dem Ablegen der Discovery

Nach 8 Tagen, 19 Stunden und 16 Minuten dockte die Discovery pünktlich um 10:08 UTC von der Raumstation ab und ließ den Deutschen Thomas Reiter zurück. Damit arbeitet an Bord der ISS erstmals seit genau drei Jahren wieder eine dreiköpfige Stammbesatzung. Zwei Stunden zuvor hatten sich die Besatzungen verabschiedet und die Luken geschlossen.
Nach der Trennung überprüfte die Mannschaft ein letztes Mal die Raumfähre auf Spuren von Mikrometeoriteneinschlägen. Zunächst wurde mit dem Inspektionsarm der rechte Flügel des Orbiters abgetastet und anschließend die Hitzeschutzkacheln an der Nase. Bis die Discovery den Rückflug antrat, hielt sie sich in rund 75 Kilometern Entfernung zur Raumstation auf. Dadurch bestand jederzeit die Möglichkeit, bei Problemen zur ISS zurückkehren zu können.
Bezüglich des kleinen Lecks an einer der Turbinen (APUs) für den Betrieb der Hydraulikaggregate entschied sich die NASA, die für den nächsten Tag anstehende Überprüfung des Flugkontrollsystems abzuwarten. Hätte sich dabei die Leckrate vergrößert, wäre ein Leerlaufen der defekten APU in Erwägung gezogen worden.

### 13. Missionstag, 16. Juli 2006
Die sechsköpfige Crew des Orbiters traf an Bord die letzten Vorbereitungen für die Heimkehr. Gegen 8:00 UTC begannen die Piloten mit der Überprüfung des Flugkontrollsystems. Während der einstündigen Prozedur wurde auch die Hydraulik getestet, die durch die Hilfskraftanlagen (APUs) gespeist wird. Am Ende konnten die Piloten melden, dass es keine Probleme mit den Aggregaten gibt. Alle drei APUs zeigten normale Werte.
Die NASA-Ingenieure schlossen im Laufe des Tages die Überprüfung der letzten OBSS-Inspektion ab. Die Suche nach mikroskopisch kleinen Einschlägen verlief negativ. Gegen 14:00 UTC funkte das Kontrollzentrum zur Discovery, dass keine Schäden am Hitzeschild gefunden worden seien und die für den nächsten Tag geplante Landung durchgeführt werden könne.

### 14. Missionstag und Landung, 17. Juli 2006
Für eine Landung am 14. Missionstag bestanden am KSC zwei Landemöglichkeiten: 13:14 UTC und um 14:50 UTC.
Es gab zunächst Überlegungen, die Ausweichlandeplätze Edwards Air Force Base in Kalifornien und White Sands Missile Range in New Mexico miteinzubeziehen, da es hätte sein können, dass nur zwei APUs funktionieren. Eine Landung mit nur zwei APUs wäre unter strengeren Wettervorschriften erfolgt. Aber der zuständige Flugdirektor Steve Stich gab am Vortag nach der Überprüfung der defekten APU bekannt, dass nur das KSC in Florida für die Landung am 17. Juli genutzt werde. Wäre die Landung auf den nächsten oder übernächsten Tag verschoben worden, hätten Edwards und White Sands als weitere Landeplätze aktiviert werden können.
Der einzige Unsicherheitsfaktor war das Wetter: Von Norden näherte sich ein Regengebiet. Die Richtlinien der NASA sehen vor, dass die Landung abgesagt werden muss, wenn innerhalb von 55 Kilometern um das KSC herum eine Regen- oder Gewitterfront aufgezogen ist.

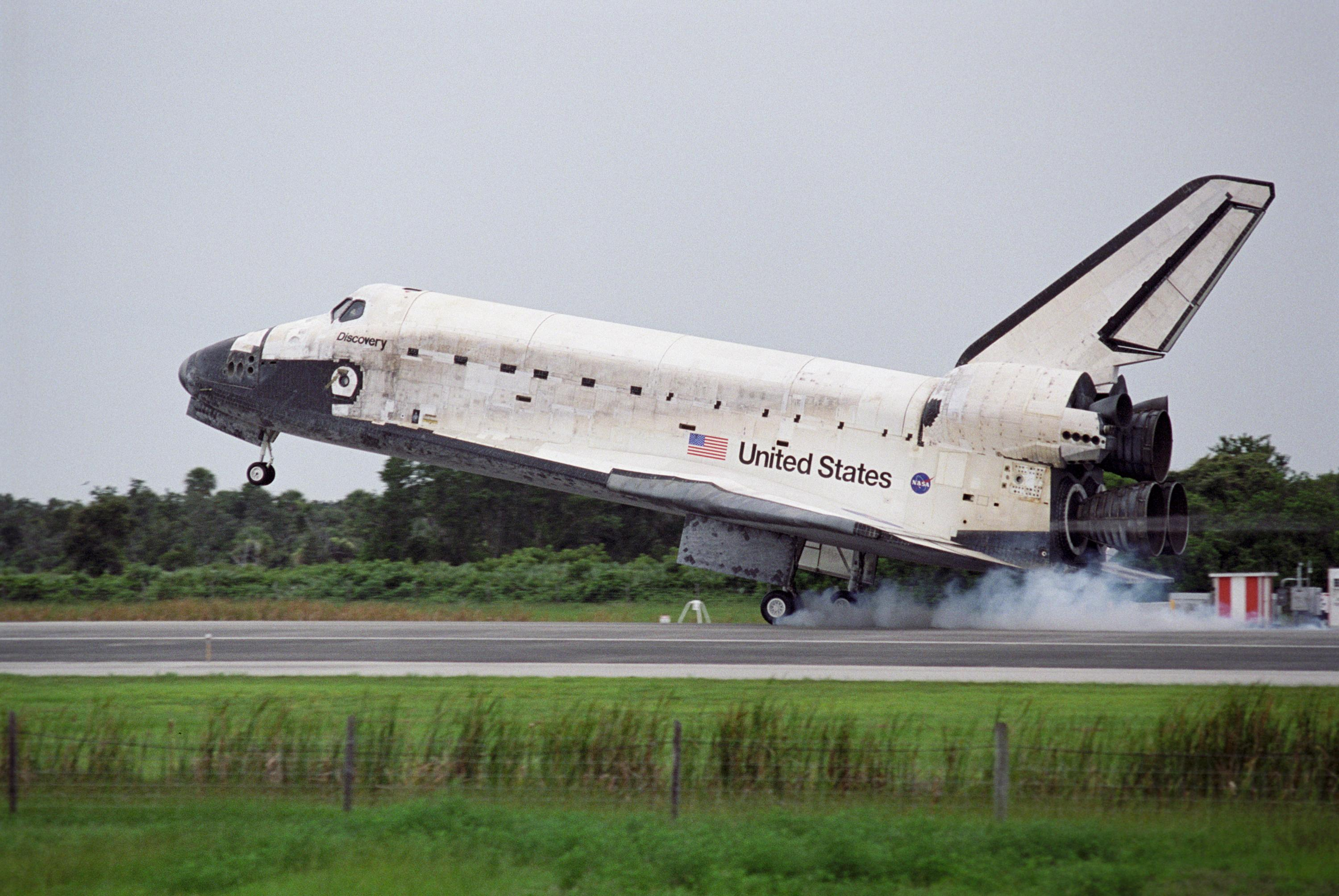
Landung der Discovery am KSC

Um 9:35 UTC wurden die Frachtraumtore geschlossen. Bis zur letzten Möglichkeit hatte die Flugleitung mit ihrer Entscheidung gewartet, den Wiedereintritt zu genehmigen. Schließlich wurde die erste Landemöglichkeit (13:14 UTC) genutzt. Um 11:56 UTC gab Houston grünes Licht für die dreiminütige Zündung der Bremstriebwerke, die um 12:07 UTC begann.
Die Landung erfolgte pünktlich um 13:14:43 UTC bei bewölktem Himmel auf der Landebahn 15 des KSC. Eine knappe Minute später kam die Raumfähre um 13:15:49 UTC zum Stehen.
Zunächst sollte Kommandant Steven Lindsey die Discovery auf Bahn 33 landen. Südlich des KSC hatte sich jedoch zehn Minuten nach Beginn des Wiedereintritts ein Regengebiet formiert. Daher ordnete das Kontrollzentrum während des Landeanflugs den Wechsel auf die einige Dutzend Kilometer nördlichere Route an. Die Discovery flog das KSC von Südwesten an. Zur Vernichtung der kinetischen Energie beschrieb sie etwa fünf Minuten vor dem Aufsetzen eine langgezogene Linkskurve. Dort, wo die Fähre ursprünglich diese Kurve hätte fliegen sollen, regnete es. Deshalb entschied die NASA, die Landebahn von Norden anfliegen zu lassen. Das KSC verfügt nur über eine Landebahn. Wird die Piste aus südlicher Richtung angeflogen (330°) ist es die Bahn 33, schwebt der Shuttle von Norden ein (150°) nennt man sie Bahn 15.
Etwa anderthalb Stunden nachdem die Raumfähre gelandet war, machte die Besatzung ihren obligatorischen Rundgang um den Orbiter, nachdem sie medizinisch untersucht und für gesund befunden wurde. Mit dabei waren auch NASA-Direktor Mike Griffin und Bill Gerstenmaier, der Verantwortliche für den Raumfahrtbetrieb. Kommandant Lindsey betonte vor der Presse, dass dies sein vierter Flug war und er anschließend immer um die Fähre herumgegangen sei, aber noch nie habe er ein Fahrzeug gesehen, das so sauber ausgesehen hätte. Damit spielte er auf die Beschädigungen der Hitzeschutzkacheln der Raumfähre an. Nach der Landung wurden 96 kleine Schäden (ein Dutzend davon waren größer als 2,5 Zentimeter) gefunden. Das waren laut NASA weniger Funde als bisher, so ergab die Inspektion nach dem letzten Flug über 150 defekte Kacheln.

## Wake-Up-Calls
Die Crew von STS-121 wurde von der Bodenkontrolle mit folgenden Weckrufen auf den neuen Arbeitstag eingestimmt:
- 2. Flugtag (MP3; 1,6 MB): „Lift Every Voice and Sing“ von New Galveston Choral für Stephanie Wilson
- 3. Flugtag (MP3; 2,1 MB): „Daniel“ von Elton John für Thomas Reiter
- 4. Flugtag (MP3; 2,1 MB): „Good Day Sunshine“ von den Beatles für Lisa Nowak
- 5. Flugtag (MP3; 1,3 MB): „God of Wonders“ von dem Duo Marc Byrd und Steve Hindalong für Mike Fossum
- 6. Flugtag (MP3; 245 kB): „I Have a Dream“ von Abba für Mark Kelly
- 7. Flugtag (MP3; 1,3 MB): „Clocks“ von Coldplay für Piers Sellers
- 8. Flugtag (MP3; 914 kB): „All Star“ von Smash Mouth für Lisa Nowak
- 9. Flugtag (MP3; 1,5 MB): „I Believe I Can Fly“ von R. Kelly für Stephanie Wilson
- 10. Flugtag (MP3; 1,2 MB):  Titelsong aus der Serie „3 Engel für Charlie“ für die gesamte Crew
- 11. Flugtag (MP3; 3,1 MB): „Aggie Kriegs Hymne“ von der Fighting Aggie Texas Band für Mike Fossum
- 12. Flugtag (MP3; 1,3 MB): „Beautiful Day“ von U2 für Mark Kelly
- 13. Flugtag (MP3; 1,5 MB): „Just Like Heaven“ von The Cure für Piers Sellers
- 14. Flugtag (MP3; 1,6 MB): „The Astronaut“ von Something Corporate für Steven W. Lindsey